# Alstorpdammen
Alstorpdammen är en sjö i Nyköpings kommun i Södermanland och ingår i Kilaån-Motala ströms kustområde.